# أبو سعيد المخزومي
المبارك بن علي بن الحسين المخزومي هو قاضي ومتصوف وفقيه حنبلي ولد في الموصل في بلدة هنكر في عام 1013م وتوفي في عام 1119م.

## حياته
ولد الشيخ أبو سعيد في الموصل ولكنه قضى مُعظم حياته في بغداد في منطقة تسمى مخزوم (نسبة إلى قبيلة بني مخزوم)  أسسَ مدرسة في بغداد تدعى باب الأزّج ودُفن فيها، تم تعيينه رئيسًا لمحكمة لكنه أستقال وعاشَ حياته كمتصوف وكرس حياته لذكر الله، توفي في يوليو عام 1119م، قبل وفاته أعطى المشيخة للشيخ عبدالقادر الجيلاني فقام بنشر الطريقة وقام بتغير اسمها إلى الطريقة العلية القادرية. 